# 吞脉冲计数器
吞脉冲计数器（pulse-swallowing counter）是全數位回授系統中的元件。吞脉冲系統是fractional-N分頻器的一部份，可以去除非整倍數頻率合成器中在N、N+1或是N-1之間切換時出現的多餘脈衝。

## 外部連結
- Maxim 术语表： (吞脉冲计数器)（页面存档备份，存于）